# Дементьевская
Дементьевская — деревня в Тарногском районе Вологодской области.
Входит в состав Спасского сельского поселения, с точки зрения административно-территориального деления — в Верхнеспасский сельсовет.
Расстояние по автодороге до районного центра Тарногского Городка — 23 км, до центра муниципального образования Никифоровской — 8 км. Ближайшие населённые пункты — Синяковская, Григорьевская, Паровская.
По переписи 2002 года население — 35 человек (15 мужчин, 20 женщин). Преобладающая национальность — русские (94 %).